# Zeekool
Zeekool (Crambe maritima) is een eetbare zoutminnende vaste plant die vooral in Europa langs de kustlijn voorkomt. 

## Algmeeen
Het is een relatief nieuwe groente in de Benelux. In omringende landen wordt het al beschreven als eetbaar sinds half 18e eeuw. Zeekool gedijt goed op zilte grond, maar kan ook in een zonnig stuk van de tuin in goede aarde geteeld worden. De planten zaaien zelf uit. 
In Nederland wordt het in de winter via twee groothandels verkocht, of men kan het in het wild langs de Afsluitdijk of op de Waddeneilanden vinden. Op Texel wordt het ook verbouwd.

## Oorsprong
De plant groeit oorspronkelijk in het wild langs de Atlantische kusten van Frankrijk, Engeland en Denemarken. 

## Toepassing
De stengels of stammen van de plant zijn eetbaar en hebben een lichte koolsmaak. Hiertoe worden de stengels geblancheerd of in plakjes geroerbakt. De stengel is ook rauw te consumeren. De plant heeft grote, groene eetbare bladeren. Zowel de jonge bladeren als de grote oudere, fijn versneden, kunnen geblancheerd, gestoomd of gebakken in gerechten verwerkt worden. Het kan onderdeel zijn van een met peper gekruide zeesalade in combinatie met stukjes zeekraal of zeebanaan met een optionele vissaus.

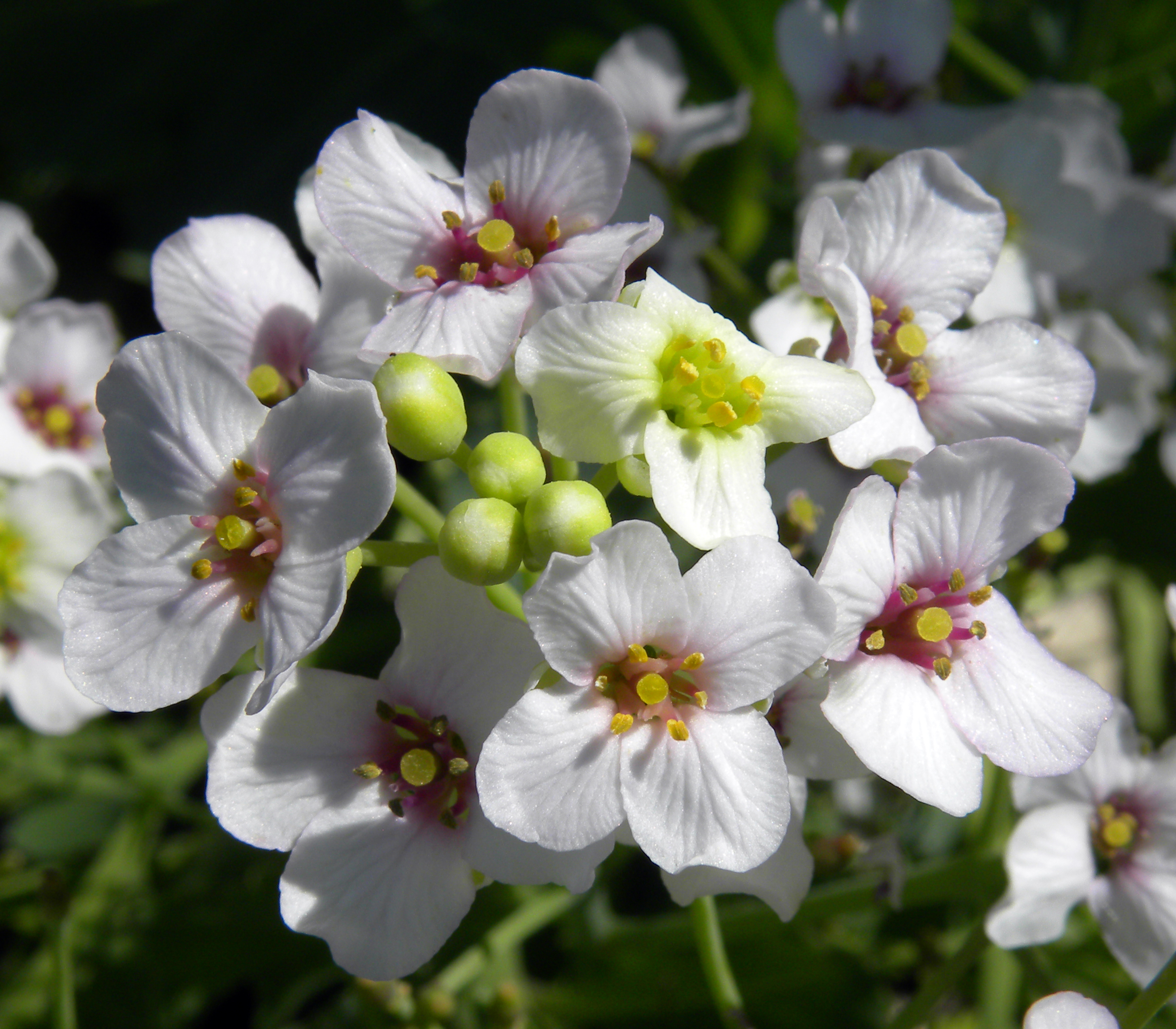
Plant in Saaremaa (Estland)

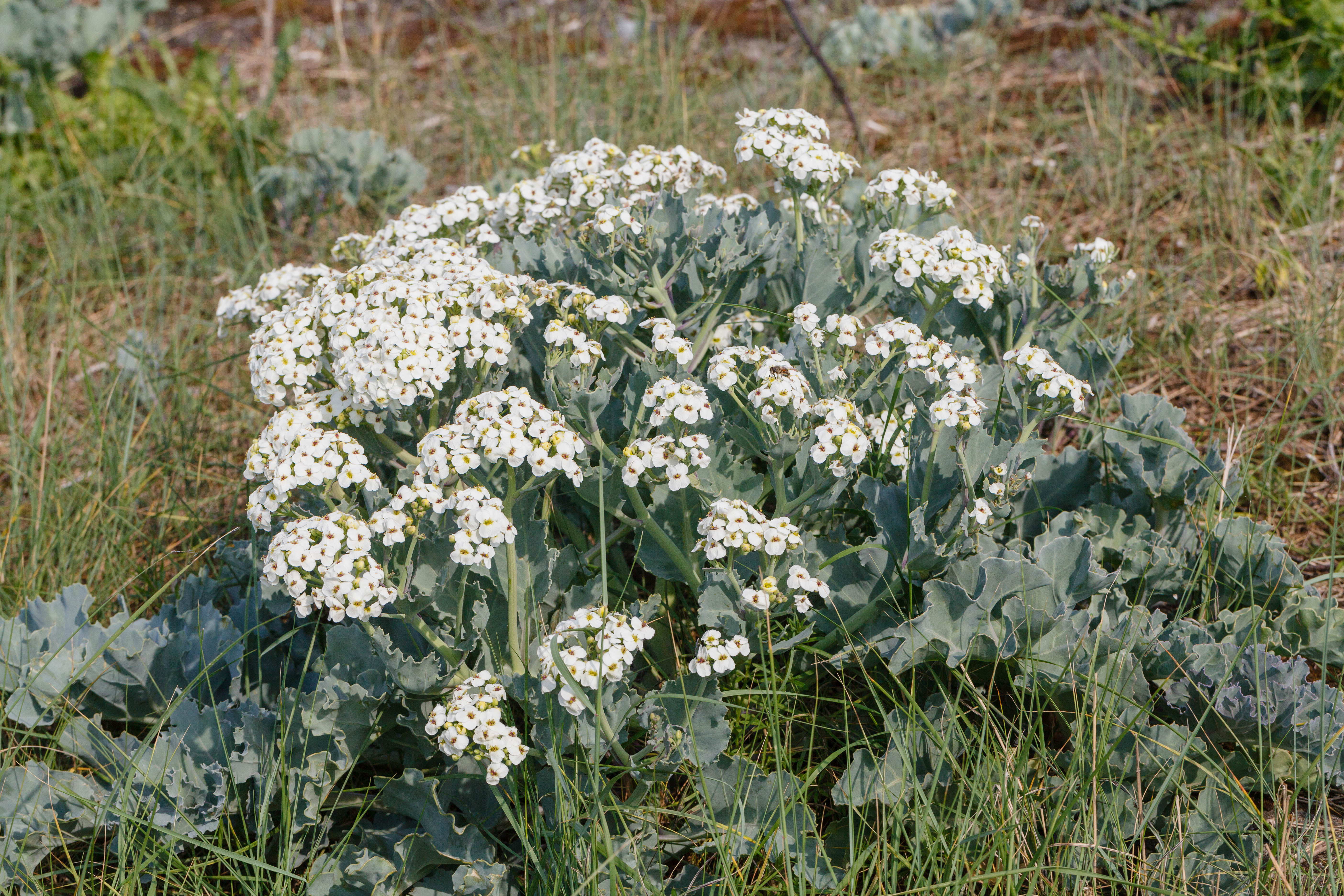